# Högtid (musikalbum av Agusa)
Högtid är debutalbumet till det svenska progressiv metal/progressiv rock-bandet Agusa. Albumet släpptes 2014 av det svenska skivbolaget Transubstans Records. Högtid släpptes som vinyl-LP, CD och en dikipak-version. CD-versionen innehåller ett bonusspår.

## Låtlista
1. "Uti vår hage" – 11:05
2. "Melodi från St Knut" – 7:55
3. "Östan om sol, västan om måne" – 14:04
4. "Stigen genom skogen" – 7:56
5. "Kärlek från Agusa" (bonusspår på CD-utgåvan) – 3:05

## Medverkande
Musiker (Agusa-medlemmar)
- Mikael Ödesjö – gitarr
- Tobias Petterson – basgitarr
- Jonas Berge – keyboard
- Dag Strömqvist – trummor

Bidragande musiker
På albumet bidrar medlemmar av musikgrupperna Sveriges Kommuner & Landsting, Kama Loka och Hoofoot.
Produktion
- Emil Isaksson – ljudtekniker
- Kristian Holmgren – ljudmix
- Peter Wallgren – omslagskonst